# Federico Zandomeneghi

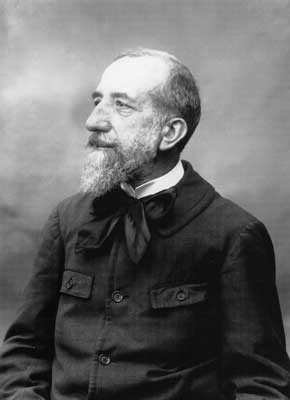
Federico Zandomeneghi

Federico Zandomeneghi (Veneza, 2 de junho de 1841 — Paris, 31 de dezembro de 1917) é um dos poucos pintores italianos que aderiram às idéias e técnicas do impressionismo. Nascido em Veneza, começou a pintar na oficina do pai, que era escultor. Depois juntou-se ao grupo dos Macchiaioli. Resolveu então trabalhar sozinho e ficou durante oito anos em sua cidade natal, mudando-se depois para Paris. Lá conheceu Degas, que influenciou profundamente sua pintura. Seu estilo se transformou definitivamente, ao adotar as formas impressionistas.
Os temas mais freqüentes de seus quadros são as cenas ao ar livre e os retratos femininos, num estilo muito semelhante ao de seu amigo Degas. Uma de suas obras mais conhecidas é A Dama do Balcão (1886).

## Obras

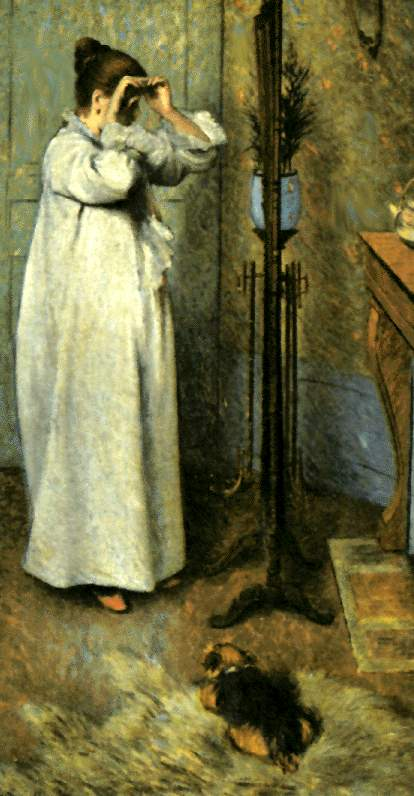
Moça diante do espelho
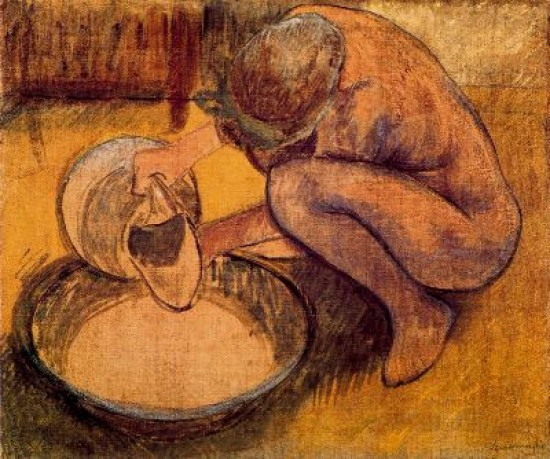
Le tub
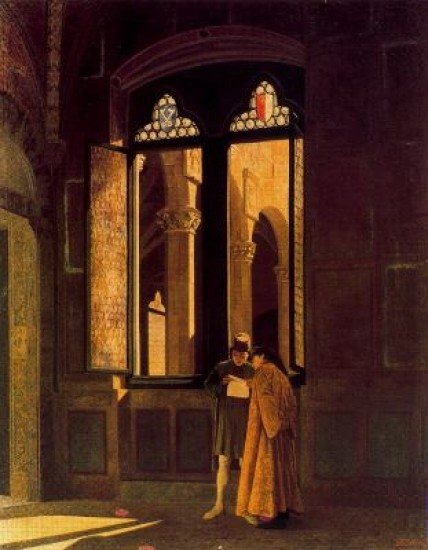
Palazzo Pretorio
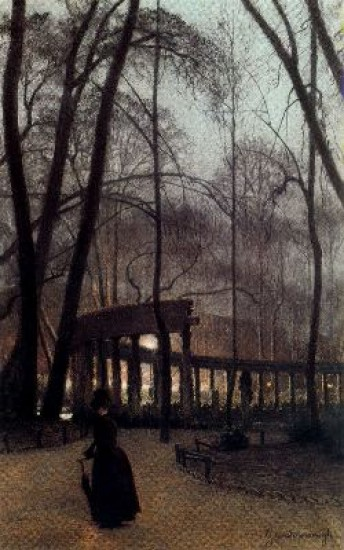
Parc Monceau